# ボールドエンペラー
ボールドエンペラー（欧字名:Bold Emperor、1995年4月28日 - 不明）は、日本の競走馬。主な勝ち鞍に1997年のデイリー杯3歳ステークス。1998年の東京優駿で人気薄ながら2着に入ったことで知られる。

## 戦績

### 3歳（1997年）
6月8日の3歳新馬（函館芝1000ｍ）でデビュー。デビュー戦は2着に敗れる。2戦目の折り返しの新馬戦を人気に応え勝利し初勝利を挙げる。その後は、ラベンダー賞、新潟3歳ステークス、野路菊ステークスと3戦連続の6着に敗れる。9番人気と伏兵で挑んだデイリー杯3歳ステークスは道中最後方から上がり最速の脚で追い込み、前で粘るサラトガビューティを交わして1着。重賞制覇を飾る。続く朝日杯3歳ステークスは10着と惨敗したが、中1週で出走したラジオたんぱ杯3歳ステークスは4着に食い込んだ。

### 4歳（1998年）- 6歳（2000年）
年明け初戦、きさらぎ賞は先行し、いったん先頭に立つもスペシャルウィークに差し切られ3馬身半差の2着となる。次走、毎日杯はミラクルタイム、ディヴァインライトに離された3着に敗れた。クラシック一冠目の皐月賞は後方からのレースに徹し、上がり2位の脚で6着に入る。続く東京優駿は14番人気という低評価を覆し、前走と同じく後方からの競馬から直線で脚を伸ばし勝ったスペシャルウィークには5馬身突き放されたものの2着と好走した。結果、馬連13,100円の波乱の決着となった。夏の休養を挟み、3か月半ぶりとなった神戸新聞杯も後ろからレースを進め、カネトシガバナーに1馬身3/4差の2着と善戦。しかし、3番人気で挑んだ京都新聞杯は9着に終わった。クラシックは皆勤し、三冠目の菊花賞は道中3番手と前目につけ7着となる。
5歳になり、古馬との初対戦となった日経新春杯はスタートでやや出遅れそのまま最後方での競馬となり最下位の12着と大敗。その後は脚の故障のため、長期休養となったが結局レースに出走することなく翌年の3月に登録を抹消された。引退後は大分県大分市の衛藤乗馬学校で乗用馬として余生を過ごした。

## 競走成績
以下の内容は、netkeiba.comの情報に基づく。
| 競走日     | 競馬場 | 競走名             | 格   | 距離（馬場）  | 頭 数 | 枠 番 | 馬 番 | オッズ （人気） | 着順 | タイム （上り3F | 着差 | 騎手      | 斤量 [kg] | 1着馬（2着馬）         | 馬体重 [kg] |
| ---------- | ------ | ------------------ | ---- | ------------- | ----- | ----- | ----- | --------------- | ---- | --------------- | ---- | --------- | --------- | ---------------------- | ----------- |
| 1997.06.08 | 函館   | 3歳新馬            |      | 芝1000m（良） | 8     | 3     | 3     | 005.20（3人）   | 02着 | R1:00.4（36.1） | -0.1 | 0佐藤哲三 | 53        | チアズトニー           | 448         |
| 0000.06.22 | 函館   | 3歳新馬            |      | 芝1000m（良） | 7     | 4     | 4     | 002.00（1人）   | 01着 | R0:58.9（35.0） | -0.2 | 0佐藤哲三 | 53        | （タルミズオアシス）   | 454         |
| 0000.07.12 | 函館   | ラベンダー賞       | OP   | 芝1200m（良） | 13    | 6     | 9     | 004.10（3人）   | 06着 | R1:11.6（36.4） | -1.4 | 0佐藤哲三 | 53        | サラトガビューティ     | 454         |
| 0000.08.31 | 新潟   | 新潟3歳S           | GIII | 芝1400m（良） | 10    | 4     | 4     | 012.40（6人）   | 06着 | R1:23.7（36.9） | -0.7 | 0木幡初広 | 53        | クリールサイクロン     | 448         |
| 0000.09.27 | 阪神   | 野路菊S            | OP   | 芝1600m（良） | 14    | 3     | 3     | 043.40（9人）   | 06着 | R1:36.7（37.5） | -0.3 | 0松永幹夫 | 53        | アインブライド         | 438         |
| 0000.10.18 | 京都   | デイリー杯3歳S     | GII  | 芝1600m（良） | 14    | 1     | 1     | 032.90（9人）   | 01着 | R1:35.6（34.3） | -0.2 | 0松永幹夫 | 53        | （サラトガビューティ） | 442         |
| 0000.12.07 | 中山   | 朝日杯3歳S         | GI   | 芝1600m（良） | 15    | 4     | 6     | 028.90（7人）   | 10着 | R1:36.1（37.2） | -2.5 | 0松永幹夫 | 54        | グラスワンダー         | 450         |
| 0000.12.20 | 阪神   | ラジオたんぱ杯3歳S | GIII | 芝2000m（良） | 14    | 2     | 2     | 017.20（4人）   | 04着 | R2:04.4（36.7） | -0.6 | 0O.ペリエ | 54        | ロードアックス         | 452         |
| 1998.02.08 | 京都   | きさらぎ賞         | GIII | 芝1800m（良） | 16    | 2     | 4     | 011.70（4人）   | 02着 | R1:51.9（36.5） | -0.6 | 0松永幹夫 | 56        | スペシャルウィーク     | 454         |
| 0000.03.29 | 阪神   | 毎日杯             | GIII | 芝2000m（良） | 15    | 6     | 11    | 008.50（5人）   | 03着 | R2:01.6（36.5） | -0.5 | 0河内洋   | 56        | ミラクルタイム         | 454         |
| 0000.04.19 | 中山   | 皐月賞             | GI   | 芝2000m（良） | 18    | 7     | 13    | 071.60（9人）   | 06着 | R2:02.4（36.5） | -1.1 | 0河内洋   | 57        | セイウンスカイ         | 448         |
| 0000.06.07 | 東京   | 東京優駿           | GI   | 芝2400m（稍） | 18    | 8     | 16    | 127.2（14人）   | 02着 | R2:26.7（36.1） | -0.9 | 0河内洋   | 57        | スペシャルウィーク     | 452         |
| 0000.09.20 | 阪神   | 神戸新聞杯         | GII  | 芝2000m（良） | 14    | 6     | 10    | 015.10（4人）   | 02着 | R2:02.2（37.4） | -0.3 | 0河内洋   | 56        | カネトシガバナー       | 458         |
| 0000.10.18 | 京都   | 京都新聞杯         | GII  | 芝2200m（稍） | 16    | 5     | 9     | 010.20（3人）   | 09着 | R2:16.3（37.5） | -1.3 | 0河内洋   | 57        | スペシャルウィーク     | 458         |
| 0000.11.08 | 京都   | 菊花賞             | GI   | 芝3000m（良） | 17    | 4     | 8     | 032.60（7人）   | 07着 | R3:04.9（35.8） | -1.7 | 0河内洋   | 57        | セイウンスカイ         | 462         |
| 1999.01.24 | 京都   | 日経新春杯         | GII  | 芝2400m（良） | 12    | 8     | 12    | 031.2（10人）   | 12着 | R2:32.1（34.7） | -0.7 | 0松永幹夫 | 55        | メジロブライト         | 476         |

## エピソード
東京優駿では当初スペシャルウィーク、セイウンスカイ、キングヘイローの三強による争いと見られていたが、専門紙『1馬』の評論家だった清水成駿は一人伏兵のボールドエンペラーに本命の◎を打ったことで知られる。結果はスペシャルウィークに次ぐ2着となり、この鮮烈な予想は、当時から現在に至るまで競馬ファンにインパクトを残している。

## 血統表
| ボールドエンペラーの血統                       | ボールドエンペラーの血統                        | ボールドエンペラーの血統                        | （血統表の出典）                                | （血統表の出典） |
| 父系                                           | ミスタープロスペクター系                        | ミスタープロスペクター系                        | ミスタープロスペクター系                        | [ § 2 ]          |
| 父 *キンググローリアス King Glorious 1986 鹿毛 | 父の父Naevus 1980 栗毛                          | Mr. Prospector                                  | Raise a Native                                  | Raise a Native   |
| 父 *キンググローリアス King Glorious 1986 鹿毛 | 父の父Naevus 1980 栗毛                          | Mr. Prospector                                  | Gold Digger                                     |                  |
| 父 *キンググローリアス King Glorious 1986 鹿毛 | 父の父Naevus 1980 栗毛                          | Mudville                                        | *ボールドラッド                                 | *ボールドラッド  |
| 父 *キンググローリアス King Glorious 1986 鹿毛 | 父の父Naevus 1980 栗毛                          | Mudville                                        | Batter Up                                       |                  |
| 父 *キンググローリアス King Glorious 1986 鹿毛 | 父の母Glorious Natalie 1980 黒鹿毛              | Reflected Glory                                 | Jester                                          | Jester           |
| 父 *キンググローリアス King Glorious 1986 鹿毛 | 父の母Glorious Natalie 1980 黒鹿毛              | Reflected Glory                                 | Lysistrata                                      |                  |
| 父 *キンググローリアス King Glorious 1986 鹿毛 | 父の母Glorious Natalie 1980 黒鹿毛              | Blue Eyed Blonde                                | The Pie King                                    | The Pie King     |
| 父 *キンググローリアス King Glorious 1986 鹿毛 | 父の母Glorious Natalie 1980 黒鹿毛              | Blue Eyed Blonde                                | Blue-Eyed Barbie                                |                  |
| 母 シュペリーヌ 1987 黒鹿毛                    | 母の父*リアルシャダイ Real Shadai 1979 黒鹿毛   | Roberto                                         | Hail to Reason                                  | Hail to Reason   |
| 母 シュペリーヌ 1987 黒鹿毛                    | 母の父*リアルシャダイ Real Shadai 1979 黒鹿毛   | Roberto                                         | Bramalea                                        |                  |
| 母 シュペリーヌ 1987 黒鹿毛                    | 母の父*リアルシャダイ Real Shadai 1979 黒鹿毛   | Desert Vixen                                    | In Reality                                      | In Reality       |
| 母 シュペリーヌ 1987 黒鹿毛                    | 母の父*リアルシャダイ Real Shadai 1979 黒鹿毛   | Desert Vixen                                    | Desert Trial                                    |                  |
| 母 シュペリーヌ 1987 黒鹿毛                    | 母の母ダイナシュペール 1982 鹿毛                | *ノーザンテースト                               | Northern Dancer                                 | Northern Dancer  |
| 母 シュペリーヌ 1987 黒鹿毛                    | 母の母ダイナシュペール 1982 鹿毛                | *ノーザンテースト                               | Lady Victoria                                   |                  |
| 母 シュペリーヌ 1987 黒鹿毛                    | 母の母ダイナシュペール 1982 鹿毛                | *カレンダーメイド                               | Pampered King                                   | Pampered King    |
| 母 シュペリーヌ 1987 黒鹿毛                    | 母の母ダイナシュペール 1982 鹿毛                | *カレンダーメイド                               | Reject                                          |                  |
| 母系(F-No.)                                    | カレンダーメイド(GB)系(FN:19-b)                 | カレンダーメイド(GB)系(FN:19-b)                 | カレンダーメイド(GB)系(FN:19-b)                 | [ § 3 ]          |
| 5代内の近親交配                                | Nashua 5×5 = 6.25% Tom Fool 5･5（父内） = 6.25% | Nashua 5×5 = 6.25% Tom Fool 5･5（父内） = 6.25% | Nashua 5×5 = 6.25% Tom Fool 5･5（父内） = 6.25% | [ § 4 ]          |
| 出典                                           | 1. 2. 3. 4.                                     | 1. 2. 3. 4.                                     | 1. 2. 3. 4.                                     | 1. 2. 3. 4.      |